# Smålands Musik och Teater
Smålands Musik och Teater är det gemensamma namnet på Länsteatern och Länsmusiken i Jönköpings län, vilka 1999 slogs samman med avsikten att skapa blandformer av de båda verksamheterna. Huvudman är Region Jönköpings län.
Smålands Musik och Teater (Smot) producerar teater, musik, dans och musikteater för barn, ungdomar och vuxna, i och utanför Jönköpings län.
Inom institutionen finns flera ensembler för teater och musik: Jönköpings Sinfonietta, John Bauer Brass, Freja Musikteater och Teaterensemblen Smålands Dramatiska.
Verksamheten har sin bas i Kulturhuset Spira i Jönköping.